# Gnatholycosa spinipalpis
Gnatholycosa spinipalpis là một loài nhện trong họ Lycosidae.
Loài này thuộc chi Gnatholycosa. Gnatholycosa spinipalpis được Cândido Firmino de Mello-Leitão miêu tả năm 1940.